# Forshaga
Forshaga er et byområde i Forshaga kommun i Värmlands län i Sverige. I 2010 var indbyggertallet 6.229.